# Ernst
Der Ernst (von althochdeutsch ernust für „entschiedenes Auftreten, Eifer, Entschlossenheit, Ernst, Festigkeit“)   bezeichnet eine zielgerichtete gefahrenbewusste gedankliche Einstellung, die i. d. R. aus der Überzeugung vom Wert des Lebens und der Pflicht der Arbeit entspringt. Damit geht oft eine gemessene, planvolle und schaffende Gemüts- und Willensführung einher.
In Bezug auf Beschreibungen und Theorien zielt der Ernst auf die konsistente Übereinstimmung von Aussagen mit der Wirklichkeit (→ Wahrheit, Redlichkeit). Gelassenheit, Ironie und Humor können einen übermäßigen oder pedantischen Ernst ausgleichen und zu umfassenderen Angemessenheit weisen.

## Seriosität
Ernst wird teilweise mit Seriosität (entlehnt vom mittellateinischen Wort seriositas) gleichgesetzt und stellt in solch einer Konstellation dann einen Gegensatz zu leichtsinnigem Verhalten. Tiefergehender betrachtet ist der Begriff der Seriosität jedoch umfangreicher gefasst als Zustandsbeschreibung von Ernsthaftigkeit gepaart mit gleichzeitiger  Glaubwürdigkeit, Ehrlichkeit, Sachlichkeit im Sinne von einer „nicht von Gefühlen und persönlichen Interessen beeinflussten Haltung“ bzw. Objektivität  sowie Fairness.
Die Seriosität eines Individuums ist für viele Personen unter anderem auch vom äußeren Erscheinungsbild abhängig, dies kann allerdings trügerisch sein. Ein äußerliches Erscheinungsbild kann ja stets auch vorgetäuscht sein. Trotzdem ist es oft so, dass auch unseriöse Personen in ihrer Ernsthaftigkeit durch äußere Veränderungen aufgewertet werden. Seriosität ist somit teilweise  subjektiv und gegebenenfalls vom kulturellen und Wertekontext abhängig.

## Ernst und Ernsthaftigkeit
Die Glaubwürdigkeit einer Person oder einer Einrichtung ist von der Ernsthaftigkeit abhängig, mit der diese kommuniziert. Redewendungen, wie „Ich nehme diese Sache ernst“ oder „Ich nehme dich ernst“ lassen schon in der Alltagssprache diese epistemologische Bedeutung erkennen.
In Hinblick auf die typisch europäische Trennung zwischen Ernst, beziehungsweise Kunst und Unterhaltung stellt der Ernst eine bedeutende kulturtheoretische Referenzkategorie dar. In Grimms Deutschem Wörterbuch wird der „Ernst“ mit dem lateinischen Metonym „veritas“ und Synonymen wie „severitas“, „sedulitas“ und „studium“ übersetzt: „und so stellen sich ernst und spil, ernster kampf, wo es ans leben geht, und spil, bloszes ritterspiel, turnier einander oft entgegen (…). aber schon ahd. drückt ernust, noch entschiedener mhd. ernest das serium, certum, verum aus, ohne allen gedanken an kampf und gegenüber dem schimpf und ernst, scherz und ernst (…) entgegen gesetzt sind“.
Die Kategorie Ernst ist in der europäischen Geistesgeschichte, in Philosophie, Religion, Musik und Kulturpolitik von zentraler Bedeutung.

## Ernst in ausgewählten Bereichen

### Ernst und Unterhaltung in der Kulturpolitik
Der Begriff Ernst spielt für die Einstufung eines Werkes in den musikalischen Verwertungsgesellschaften eine große Rolle (siehe dazu die Verteilungsbestimmungen der GEMA oder der AKM). Ernste Musik (E-Musik) erhält eine höhere Tantiemeneinstufung als Unterhaltungsmusik (U-Musik).
Da der Ernst ein Kriterium der Kunst und des kulturell Höherwertigen darstellt, ist er im kulturpolitischen Diskurs von besonderer Relevanz. Während Musik ernsten Charakters Subventionswürdigkeit besitzt, fördert der Staat Werke der Unterhaltungsmusik nur dann im Rahmen einer qualitätsunabhängigen Wirtschaftsförderung, wenn sie Potential für die Umwegrentabilität besitzen, also positive Effekte für Gastronomie, Nächtigungszahlen oder sonstigem Konsum erwarten lassen.
Grundsätzlich ist der Begriff Ernst bei Projekten von Bedeutung, in denen Institutionen der Kunst (z. B.: Theater, Oper, Konzert, Festival) mit den Creative Industries (Pop-Rockensembles, kommerzieller Spielfilm, Spieleindustrie, Design etc.) kooperieren sollen. Bislang fehlen für solche interästhetischen und interinstitutionellen Durchdringungen verbindliche Modelle.

### Ernst in der Musik
Die Trennung zwischen „ernster Musik“ und „Unterhaltungsmusik“ stellt ein Spezifikum der europäischen Verwertungsgesellschaften dar. In Österreich wurde die gesetzliche Grundlage für diese Spaltung in zwei Qualitätsklassen 1936, durch das Verwertungsgesellschaftengesetz geschaffen. Die Verwertungsgesellschaft AKM praktizierte diese unterschiedliche Einstufung der Tantiemen von Werken – wie viele andere europäische Verwertungsgesellschaften auch – jedoch schon sehr viel früher. Die Trennung zwischen E- und U-Musik führte in der Verwertungsgesellschaft AKM in den 1960er-Jahren zu Rechtsstreitigkeiten, die jahrelang Thema der Tageszeitungen waren.

### Ernst in der Unterhaltungspolitik
Die Erscheinungsformen der Kodierungen des Ernstes innerhalb der Klischees der Unterhaltung sind mannigfaltig. In der Unterhaltungspolitik des kommerziellen amerikanischen Kinos hat das Zusammenspiel aus Ernst und Unterhaltung in Gestalt von Kooperationen zwischen dem Verteidigungsministerium der Vereinigten Staaten und der Filmindustrie in Hollywood eine lange Tradition. Mit Bollywood entwickelte auch Indien eine ökonomisch außerordentlich erfolgreiche und unterhaltungspolitisch bedeutende Filmkultur. Sowohl in Deutschland, als auch in den USA lässt sich im Bereich Film die Begegnung von Ernst und Unterhaltung im Rahmen der Propaganda nachweisen, aber auch in Gestalt von kultur- und gesellschaftskritischen Unterhaltungsprodukten, wie etwa den Chaplin-Klassikern Moderne Zeiten (USA 1936) oder Der große Diktator (USA 1940).
Heute formieren kommerzieller Spielfilm, Popularmusik und die Spieleindustrie eine große Bühne, eine „Frequenz“ für globale Diskurse innerhalb global vernetzter Mediengesellschaften. Was die ästhetischen Gefühle der bürgerlich sozialisierten Medienkritiker des frühen zwanzigsten Jahrhunderts beleidigte – man denke nur an Walter Benjamins berühmten Essay über den Verlust der Aura der Kunstwerke durch technische Reproduktion – bildet heute ein grundlegendes Muster der medialen Kommunikation von Identitätsprogrammen. Virtualisierung, Transautorenschaft und Serienbildung der Unterhaltungskulturen müssen nicht grundsätzlich zu einem eingeschränkten, von wirklichkeitsverzerrenden Ideologien dominierten Weltbild führen, sondern erzeugen auch differenzierte Sichtweisen. Mit der Bedeutungszunahme der medialen Unterhaltung verloren die rückwärtsgewandte europäische Hochkultur und ihr klassischer Werkekanon an Bedeutung. Als Folge dieser Bedeutungsverschiebung löste sich in der Unterhaltungskultur ihr einstmals so erfolgreich kultivierter Protest- und Subversionscharakter auf.

### Ernst in der europäischen Philosophie
Von der Antike bis zur Neuzeit lässt sich in der europäischen Geistesgeschichte eine Ernstauffassung nachweisen, in der auch die Heiterkeit als ein für den Erkenntnisprozess notwendiges Distanzprinzip ihren Platz besitzt. Erkenntnis – beispielsweise jene im Kontext der ästhetischen Wahrnehmung – benötigt prinzipiell Entfernung zum Gegenstand der Wahrnehmung. Mittels Wortsuchprogrammen in der Volltextrecherche lässt sich erkennen, dass der Begriff Ernst in der europäischen Philosophie in erkenntniskritischen, existenzphilosophischen und anthropologischen Fragestellungen eine große Rolle spielt. Dieser Rang des Begriffes inspirierte allerdings nicht, wie bei seinen Gegenkategorien „Spiel“ und „Lachen“ zu einer Fülle an monographischen Darstellungen.
Zum Thema Ernst äußerten sich Platon und Aristoteles. Im Griechischen besitzt der Begriff allerdings einen sehr viel weiteren – auch moralische Qualitäten implizierenden – Bedeutungsumfang. Nach Sigbert Latzel lassen sich die Schriftstellen von Platon und Aristoteles zum Bezug „Ernst“ nicht als eine Theorie des Ernstes lesen. Von fundamentaler Bedeutung für das Werkverständnis ist der Begriff Ernst in der Existenzphilosophie Søren Kierkegaards. Im zwanzigsten Jahrhundert widmete sich besonders der französische Moralphilosoph Vladimir Jankélévitch dem Thema „Ernst“.

### Ernst in der Bibel
In Bibelübersetzungen taucht der Ernst meist im Kontext von Wahrheit, Fleiß und Zielstrebigkeit auf. In Grimms Deutschem Wörterbuch heißt es:
„hiernach werden die folgenden nhd. belege von selbst klar sein, ernst bezeichnet immer das wirklich gemeinte, wahre, feste und eifrige, den gegensatz von scherz und spasz: es ist mein rechter ernst. ps. 108, 2; o das mein leben deine rechte mit ganzem ernst hielte. 119, 5; ich hasse sie in rechtem ernst, darum sind sie mir feind. 139, 22; der herr ist nahe allen die in mit ernst anrufen. 145, 18; und alles volk schrei mit ernst
zum herrn. Judith 4, 7; denket, das der herr helfen kan und fürchtet in mit ernst. weish. Sal. 1, 1; mein kind, merke auf mein wort mit ernst. Sir. 16, 24; gott mit ernst
fürchten ist weisheit. 21, 13; wers aber nicht mit ernst meinet, der wird nur erger dadurch. 32, 19; und wiltu gott dienen, so lasz dirs ernst sein. 18, 23; solchen ernst erzeigeten sie gegen allen iren feinden. 1 Macc. 8, 11; darum schaw die güte und den ernst gottes (…). Röm. 11, 22; solches rede und ermane und strafe mit ganzem ernst. Tit. 2, 15.12“.

### Ernst in der interkulturellen Kommunikation
In den Wahrheitssystemen und Mentalitätsprogrammen verschiedener Ethnien und deren Kulturen stellt die Kategorie Ernst einen Schlüsselbegriff dar. Beurteilungen, wie die des amerikanischen Ethnologen Clifford Geertz, der Europa als Land sieht „wo historischer Pessimismus so oft als ein Merkmal von Lebensart und Bildung gilt“ oder der Befund einer 2009 veröffentlichten Studie der Chinese Academy of Social Sciences, wonach in Europa ein tiefreichender Kulturpessimismus existiere, liefern Angriffspunkte für eine vergleichende Forschung. Interkulturelle Unterschiede werden systematisch innerhalb der Organisationstheorie und der Managementwissenschaft untersucht.
So unterschiedlich die Ernst-Auffassungen, so unterschiedlich die Bewertung von Witz und Spaß. Bekanntlich lachen nicht alle Völker über den gleichen Witz. Im Euro-Knigge für Manager zeigt John Mole – allerdings mehr intuitiv als wissenschaftlich genau – unterschiedliche Programme der Heiterkeit und des Ernstes auf. Über Deutschland heißt es bei ihm: „Während ein Amerikaner oder Brite sich auf Meetings oder Präsentationen möglicherweise verpflichtet fühlt, Scherze einzustreuen, oder ein Italiener oder Franzose sich zu gelegentlichen witzigen Bemerkungen hinreißen läßt, bleibt ein Deutscher ständig ernst“.
Auf die Diskrepanz zwischen einer europäischen Geistesgeschichte, in der sehr wohl auch die Heiterkeit als Distanzprinzip der Erkenntnis eine fundamentale Rolle spielt und der offiziellen Kultur Europas, die in Theater, Oper, Konzert, Festival und gefördertem Spielfilm primär die Passion und die Dissonanz pflegt, weist Gottfried Kinsky-Weinfurter in seinem Buch Der europäische Ernst hin. Mit der Ausgrenzung des Heiteren aus dem offiziellen Ernst nahm auch die Bedeutung der ehemals repräsentativen staatlichen Hochkultur ab: „Der Kunstbegriff der offiziellen europäischen Kultur (Synonym: ‚legitime Kultur‘) und die Subventionsgrundlagen fußen auf der Trennung zwischen Unterhaltung und Ernst, Körper und Geist, Reproduktion und Original, Serie und Unikat, Unwert und Wert, Kommerzialität und Nicht-Kommerzialität, dem ‚Fremden‘ und dem ‚Eigenen‘“. Als Folge dieser Trennung wird nach Kinsky-Weinfurter der öffentlich, kontinental-europäische Ernst durch Körperfeindlichkeit, Lustverzicht, Schmerzbereitschaft, Unterhaltungsverachtung, Pädagogisierung der Kunst und Dissonanz-Dogmen bestimmt.

### Ernst im Sport
Bei Sportarten mit hohem Risiko für Gesundheit oder Überleben, wie z. B. dem Klettersport, gibt es die von der Schwierigkeit unabhängige Skala der Ernsthaftigkeit, welche auf das absicherungstechnische Risiko und den psychischen Druck abzielt.